# 黃帶擬鰺
黃帶擬鰺，又稱縱帶鰺，俗名為甘仔、瓜仔、白魽，在日本稱其為島鰺或縞鰺，為輻鰭魚綱鱸形目鱸亞目鰺科的其中一個種。

## 分布
本魚廣泛分布於全球各大洋的溫暖水域，深度10-238公尺。

## 特徵
本魚體側有一由眼後直達尾柄的金黃色寬闊縱帶，老成魚則縱帶消失，側線彎曲部大於直走部，側線於第二背鰭中央下方開始直走，稜鱗也由此開始。胸鰭長度約頭長的1.5倍，第一背鰭有硬棘7至8枚；第二背鰭有軟條23至26枚；臀鰭硬棘3枚；臀鰭軟條21-22枚，稜鱗約24至28枚。體長可達1公尺。

## 生態
本魚屬溫帶性魚類，適合在低水溫活動，每當秋季水溫開始下降時，此魚便會侵入沿岸水域尋找食物。幼魚常附著於流藻上漂浮，長到10餘公分便成群到處游動獵食其他魚類。

## 經濟利用
具有商業價值的食用魚，中、大型魚十分美味，魚頭可煮砂鍋，肉可做生魚片。